# Diapoma pyrrhopteryx
Diapoma pyrrhopteryx es una especie de pez de agua dulce characiforme del género Diapoma. Habita en ambientes acuáticos subtropicales del centro-este de Sudamérica.

## Taxonomía
Esta especie fue descrita originalmente en el año 2011 por los ictiólogos Naércio Aquino de Menezes y Stanley Howard Weitzman.
Localidad tipo
La localidad tipo referida es: “río do Peixe, afluente del río Uruguay, Concórdia, Santa Catarina, Brasil, en las coordenadas: 27°28′S 51°53′O / -27.467, -51.883”.
Holotipo
El ejemplar holotipo designado es el catalogado como: MCP 44104, un macho adulto el cual midió 51 mm.
Etimología
Etimológicamente el término genérico Diapoma se construye con palabras en el idioma griego, en donde: dis (dia) significa 'a través' y poma es 'frente'.
El epíteto específico pyrrhopteryx también se formó con palabras griegas en donde: pyrrho significa 'rojo' y pteryx que es 'aleta', haciendo referencia a los colores de un rojo vivo de las aletas que este pez muestra en vida.

## Características
Es una pequeña especie (aunque relativamente grande para el género), con un largo máximo de 56 mm. La coloración del cuerpo es plateada, con una mancha humeral oscura y otra en la base de la aleta caudal. Las aletas son blanco-hialinas con vivos rebordes naranjas o rojos.

## Distribución geográfica
Esta especie es endémica del tramo superior del río Uruguay, curso fluvial integrante de la cuenca del Plata. 
Se distribuye en el sur del Brasil, en los estados de: Santa Catarina y Río Grande del Sur, así como también en el nordeste de la Argentina, en el extremo nororiental de la región mesopotámica, en el este de la provincia de Misiones, específicamente en el arroyo Toro, perteneciente a la cuenca del río Pepirí Guazú.
Es una de las 27 especies endémicas de la ecorregión de agua dulce Uruguay superior.